# Радауцан Сергій Іванович
Сергі́й Іва́нович Радауца́н (17 червня 1926, Кишинів, Румунське королівство — 6 березня 1998, Санкт-Петербург, Російська Федерація) — радянський і молдавський фізик і державний діяч. Академік Академії наук Молдавської РСР (1972), голова Верховної Ради Молдавської РСР (1967—1971).

## Біографія
Народився 1926 року в сім'ї представників молдавської інтелігенції: батько був викладачем французької мови, мати — випускницею консерваторії. Молодший брат Іван Радауцан був льотчиком випробувачем на заводі Антонова.
У 1955 р. з відзнакою закінчив фізичний факультет Кишинівського державного університету .
З 1959 р. був завідувачем лабораторії напівпровідникових матеріалів Інституту прикладної фізики Академії наук Молдовської РСР. У тому ж році захистив кандидатську дисертацію до Фізико-технічного інституту імені А. Ф. Йоффе у Санкт-Петербурзі, а 1966 р. — Докторську дисертацію в Ленінградському політехнічному інституті .
Член КПРС із 1962 р.
У 1964—1973 рр. — організатор та перший ректор Кишинівського політехнічного інституту. У 1967 р. йому було надано наукове звання професора.
У 1967—1971 рр. — голова Верховної Ради Молдавської РСР.
У грудні 1972 був обраний дійсним членом Академії наук Молдавської РСР. У 1974 р. був обраний її віцепрезидентом, залишаючись завідувачем лабораторії Інституту прикладної фізики та президентом Науково-технічного союзу Молдови.
Член Комітету Державної премії Республіки Молдова з науки, технології та виробництва (1995). Член Ради зі стійкої науки та розвитку людини (1996).
Роботи з фізики напівпровідників. Виконав комплексні дослідження фізичних та фізико-хімічних властивостей напівпровідникових сполук A III B V, A II B VI, дефектних тетраедричних фаз та твердих розчинів на їх основі.
Розробив методи вирощування монокристалів складних напівпровідникових фаз. Відкрив та вивчив упорядкування та явище політіпізму в деяких потрійних напівпровідниках. Досліджував ряд нових потрійних сплавів, що мають виражені фотоелектричні та люмінесцентні властивості.
Підготував 64 доктори та кандидати фізико-математичних наук. Автор близько 1000 наукових публікацій, зокрема 30 монографій. Перебував у редакційних колегіях низки профільних наукових видань Молдови. Читав лекції в університетах Франції, Німеччини, США, Великої Британії, Південної Кореї, Угорщини, Індії, Японії та інших країн.
У 1993 р. виступив одним із організаторів Міжнародного конгресу румуно-американської академії «Молдова: культурні та наукові відкриття на Заході» у Кишиневі. Брав активну участь у розробці програм науково-технічного співробітництва між Румунією та Республікою Молдова як член Міжміністерського урядового комітету.
Сергія Івановича у своїх колах називали «SIR». Це були одночасно як його ініціали, так і натяк на англійське звернення до королів та лицарів. Він вселяв повагу.
Був президентом Товариства «D. Cantemir» та президентом Фонду «D. Gusti».

## Пам'ять
- У Кишиневі встановлено меморіальні дошки на честь Сергія Радауцана.
- У 2002 році було випущено поштову марку Молдови, присвячену вченому.

## Нагороди та звання
- Нагороджений орденом Республіки Молдова .
- Нагороджений двома орденами Трудового Червоного Прапора.
- Двічі лауреат Державної премії Молдови (1983 та 1998).

Почесний член Російської інженерної академії (1992). Почесний професор Технічного університету Молдови (1995).